# The Tall T
The Tall T is een Amerikaanse western uit 1957 onder regie van Budd Boetticher. In Nederland werd de film destijds uitgebracht onder de titel De schrik der bandieten.

## Verhaal
Pat Brennan moet zijn tocht te voet verderzetten, nadat hij zijn paard verliest in een weddenschap. Hij kan meereizen met een pasgetrouwd stel, dat een rijtuig heeft gehuurd. Onderweg worden ze overvallen door een misdaadbende. Als de boeven erachter komen dat de bruid de dochter is van een rijke mijneigenaar, besluiten ze haar te schaken.

## Rolverdeling
| Acteur             | Personage    |
| ------------------ | ------------ |
| Randolph Scott     | Pat Brennan  |
| Richard Boone      | Frank Usher  |
| Maureen O'Sullivan | Doretta Mims |
| Arthur Hunnicutt   | Ed Rintoon   |
| Skip Homeier       | Billy Jack   |
| Henry Silva        | Chink        |
| John Hubbard       | Willard Mims |
| Robert Burton      | Tenvoorde    |